# Mycteroperca microlepis
Mycteroperca microlepis, conhecido pelo nome comum de badeijo, é uma espécie de peixe ósseo do grupo das garoupas, de coloração inconspícua em manchas acastanhadas e acinzentadas, sem as características distintivas das garoupas. O seu padrão de marcações lembra as manchas em forma de caixa da garoupa-preta (Mycteroperca bonaci), mas não tem a marcação em forma de pontos coloridos na barbatana caudal típica de Mycteroperca phenax e de M. interstitialis, faltando ainda, em relação a esta última espécie, a coloração amarela em torno da boca.